# 布奇納
50°1′21″N 25°17′57″E / 50.02250°N 25.29917°E
布奇納（烏克蘭語：Бучина），是烏克蘭西部的村莊，隸屬利維夫州的佐洛奇夫區。該村始建於600年，面積1.3平方公里，2001年人口123，人口密度每平方公里94.83人。